# Trasa Goryczkowa
Trasa Goryczkowa – biegnąca spod wierzchołka Kasprowego Wierchu zjazdowa trasa narciarska o czarnym stopniu trudności – odpowiednia jedynie dla zaawansowanych narciarzy.

## Opis przebiegu
Trasa Goryczkowa rozpoczyna się przy górnej stacji kolejki krzesełkowej Goryczkowej zlokalizowanej na północno-zachodnich stokach Kasprowego Wierchu nieco pod jego wierzchołkiem, na wysokości ok. 1950 m n.p.m. Trasa biegnie początkowo pochyłym trawersem nieco poniżej grani opadającej z wierzchołka w kierunku zachodnim, w stronę Goryczkowej Przełęczy nad Zakosy, a następnie samą granią. W odległości mniej więcej 2/5 długości grani, na niewielkiej poziomej platformie, trasa opuszcza grań, skręca ostro w prawo pod kątem około 150 stopni i biegnie stromą, kilkudziesięciometrową, wąską, śnieżną rynną do niewielkiego kociołka w północno-zachodnim stoku Kasprowego Wierchu.
Z kociołka, w którym następuje ostry skręt w lewo o 90 stopni, trasa biegnie wprost w dół stromym, szerokim zboczem Kasprowego Wierchu do wielkiego Kotła Kasprowego, stanowiącego dno Doliny Goryczkowej pod Zakosy. Tu następuje ponowny, tym razem szeroki i łagodny skręt w prawo. Dalej trasa biegnie w kierunku północnym, łagodnie nachylonym dnem Doliny Goryczkowej nad Zakosy, aż do jej progu. Tu trasa rozdziela się na dwa warianty.
Wariant wschodni, częściej używany i prowadzący do dolnej stacji wyciągu krzesełkowego, prowadzi wprost w dół dość stromym, lecz szerokim progiem Doliny Goryczkowej nad Zakosy, następnie skręca w prawo i biegnie wśród świerkowego lasu łagodnym, lecz wąskim trawersem, zwanym popularnie Szyjką, na polanę położoną w bezpośrednim sąsiedztwie dolnej stacji wyciągu krzesełkowego. Przejazd trasą tym wariantem pokonuje różnicę wysokości 602 m i trwa 10–20 minut.  Z dolnej stacji wyciągu krzesełkowego można zjechać w dół, łącząc się z wariantem głównym i osiągnąć początek biegnącej do Kuźnic łagodnej Nartostrady Goryczkowej.
Wariant zachodni, uważany za główny, lecz rzadziej używany, z progu Doliny Goryczkowej nad Zakosy biegnie mniej więcej poziomym trawersem na północną grzędę Pośredniego Goryczkowego Wierchu, przecinając jej ostrze w miejscu zwanym Hopką. Z Hopki trasa biegnie wprost w dół stromym, lecz rozpłaszczonym ostrzem dolnej części grzędy Pośredniego Wierchu Goryczkowego, lub też alternatywnie, prowadzi rodzajem położonej na lewo od niej (dla jadącego z góry) depresji stanowiącej przedłużenie Doliny Goryczkowej Świńskiej.
W miejscu, w którym wspomniana grzęda Pośredniego Goryczkowego Wierchu kończy się, Dolina Goryczkowa nad Zakosy łączy się z Doliną Goryczkową Świńską, dając początek biegnącej ku północy Doliny Goryczkowej. W tym też miejscu kończy się główny wariant Trasy Goryczkowej, a rozpoczyna się Nartostrada Goryczkowa. Ta biegnie łagodnie wśród lasu świerkowego dnem Doliny Goryczkowej aż do Kuźnic. Mimo że nartostrada jest dość długa, stanowi ona dla zjeżdżających odpoczynek po trudnościach Trasy Goryczkowej, z wyjątkiem znajdującej się w 2/5 długości nartostrady krótkiej serpentyny zwanej Esicą. Nartostrada kończy się w Kuźnicach, 200 m od dolnej stacji kolejki linowej na Kasprowy Wierch.

### Długość trasy
Przejazd wariantem głównym Trasy Goryczkowej trwa 15–20 minut. Pokonuje się przy tym różnicę poziomów około 670 metrów. Natomiast całość trasy, łącznie z nartostradą biegnącą do Kuźnic, liczy 8 km i pokonuje różnicę poziomów 950 m. W bardzo dobrych warunkach śniegowych zjazd można przedłużyć o kilka dodatkowych kilometrów, zjeżdżając na nartach aż do centrum Zakopanego.

### Homologacje FIS
Trasa posiada 6 homologacji FIS wydanych we wrześniu 2021 roku:
- 10133/09/11 na bieg zjazdowy dla obu płci ze startem na wysokości 1900 m n.p.m. i metą na wysokości 1320 m n.p.m., ważną do 1 listopada 2026 roku (wydana jedynie na 5 lat, FIS standardowo homologuje trasy zjazdowe na 10 lat)
- 10134/09/11 na supergigant dla obu płci ze startem na wysokości 1880 m n.p.m. i metą na wysokości 1320 m n.p.m., ważną do 1 listopada 2026 roku
- 10135/09/11 (homologacja na 2 odcinkach trasy) na slalom gigant dla obu płci (1880–1615 m n.p.m. i 1585–1320 m n.p.m.), ważną do 1 listopada 2026 roku
- 10136/09/11 (homologacja na 2 odcinkach trasy) na slalom dla obu płci (1870–1690 m n.p.m. i 1525–1325 m n.p.m.), ważną do 1 listopada 2026 roku[1]

### Inne informacje
Jest to trasa wyłącznie dla zaawansowanych narciarzy posiadających umiejętności zjazdu w stromym, często silnie zlodzonym i nie zawsze przygotowanym terenie. Jest jedną z kilkunastu czarnych tras zjazdowych w Polsce.
W latach sześćdziesiątych i siedemdziesiątych trasa nie była przygotowywana i znajdowała się na niej wielka liczba rozmaitej wielkości, tzw. muld utrudniających zjazd. Obecnie w sezonie narciarskim trasa jest codziennie ratrakowana.
Wbrew opinii powszechnej wśród laików obecnie na Trasie Goryczkowej rzadko dochodzi do poważnych kontuzji narciarskich wymagających interwencji TOPR-u.